# Teodolinda Sabaino Migliara

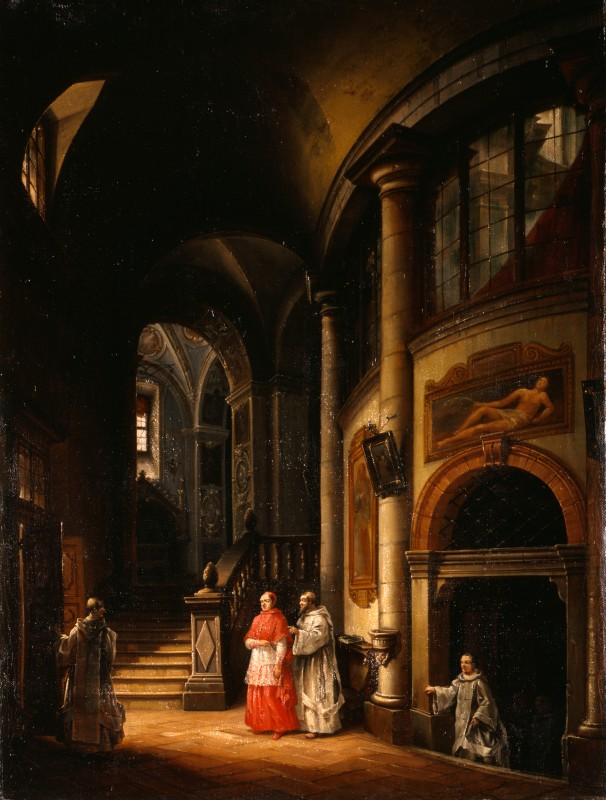
Interno della basilica di San Lorenzo a Milano, 1845 ca. (Fondazione Cariplo)

Teodolinda Sabaino Migliara (Milano, 1814 – Varese, 1866) è stata una pittrice italiana, figlia del pittore e scenografo alessandrino Giovanni Migliara.

## Biografia
Nata a Milano da Felicita Baldoni e dal noto pittore alessandrino Giovanni Migliara, già nel 1838 espone 14 dipinti a olio e acquerelli all'Esposizione di Belle Arti di Milano, tra i quali Piazza del Duomo di Como viene acquistato dall'Arciduca Francesco Carlo d'Asburgo-Lorena; nello stesso anno, presenta alla mostra della Società Promotrice di Belle Arti di Torino Veduta della Piazza di S.Eufemia in Milano, La Duchessa delle Velliere nel convento di Chaillot, Una scena di Don Giovanni e Interno di un atrio, di proprietà del collezionista torinese Pietro Baldassarre Ferrero.
Nel 1840 ripresenta a Milano Piazza di S. Eufemia in Milano, mentre dal 1844 al 1846 partecipa alle mostre della Promotrice di Torino con Veduta della contrada di San Romano, Oratorio in Morcate sul Lago di Lugano (conservata ai Musei civici di Pavia), Cortile della Certosa di Pavia, Interno di un Monastero, La facciata della chiesa di San Celso in Milano, Facciata del Duomo di Abbiategrasso, Interno della Basilica di San Lorenzo a Milano (conservato presso le Gallerie d'Italia di Milano) e Interno della chiesa di Michelangelo a Firenze.
Tra le altre opere, oltre a diverse riproduzioni delle opere paterne, Chiesa e via di S. Babila in Milano, Interno della Basilica di San Lorenzo in Milano e l'acquerello Fianco del Duomo di Como (entrambi conservati presso il Museo di Arte Moderna e Contemporanea del Castello di Masnago), oltre aVeduta di Verona.
Alla morte del padre, avvenuta nel 1837, Teodolinda effettua un lascito alla città Alessandria di 48 tra dipinti e studi a olio e 25 tra cartelle e album, oltre a centinaia di disegni.